# Église Saint-Denis de Mondrainville
L'église Saint-Denis de Mondrainville est une église catholique située à Mondrainville, en France.

## Localisation
L'église est située dans le département français du Calvados, sur la commune de Mondrainville.

## Historique
L'édifice date du XIIIe et du XIVe siècle. Arcisse de Caumont date l'édifice du XIIIe sauf le chœur et la tour datés du XIVe siècle. 
Le patronage de l'église appartenait au Prieuré du Plessis-Grimoult. 
L'édifice est inscrit au titre des monuments historiques le 4 octobre 1932.

## Description
Une épitaphe dite « Pierre à Mundret » concernant le curé fondateur: l'archidiacre Mundretus est visible sur la façade sud de l'église. Elle est écrite en latin et daterait du Xe siècle ou avant. Cette plaque funéraire est classée à titre d'objet.

## Galerie

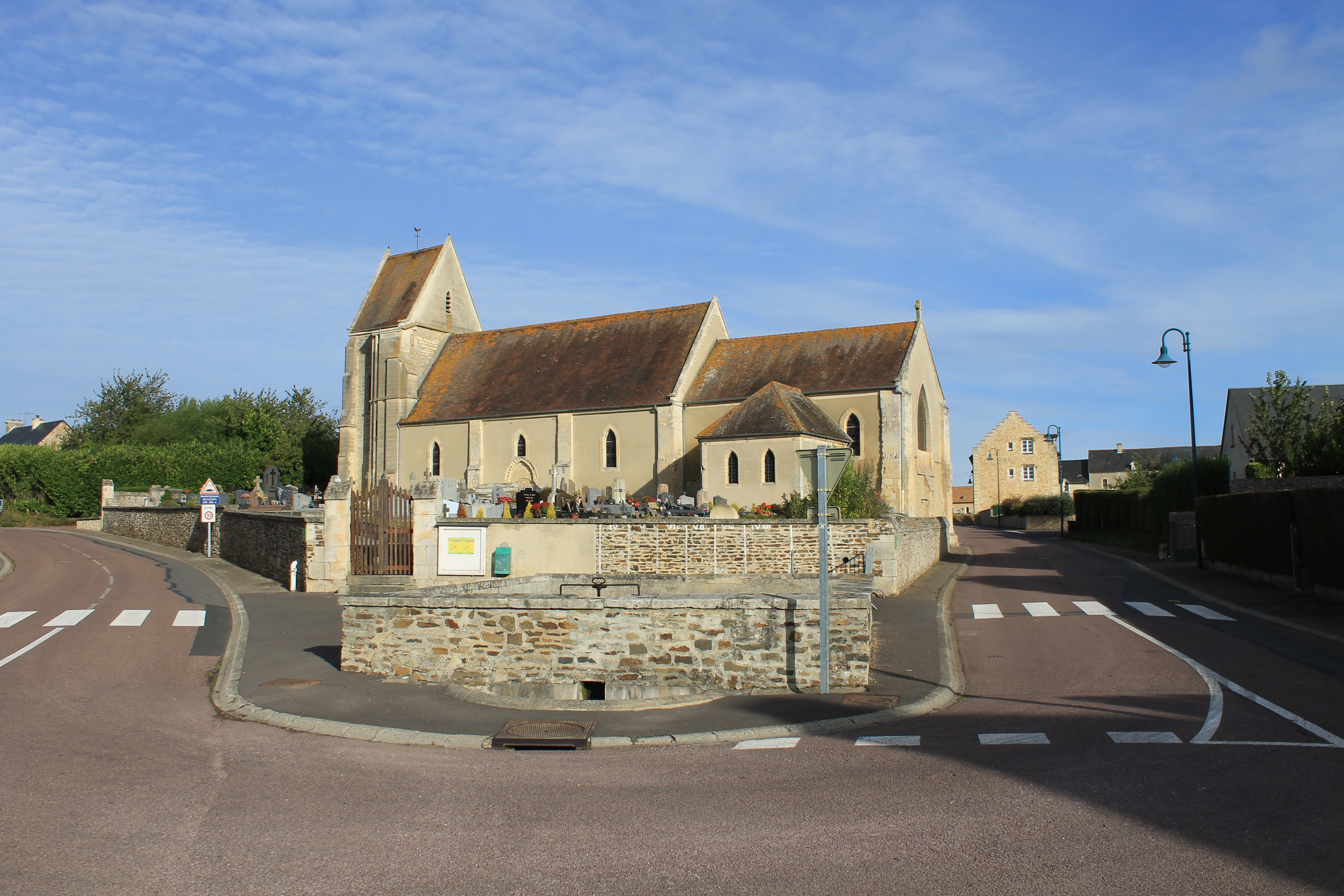
Vue extérieure
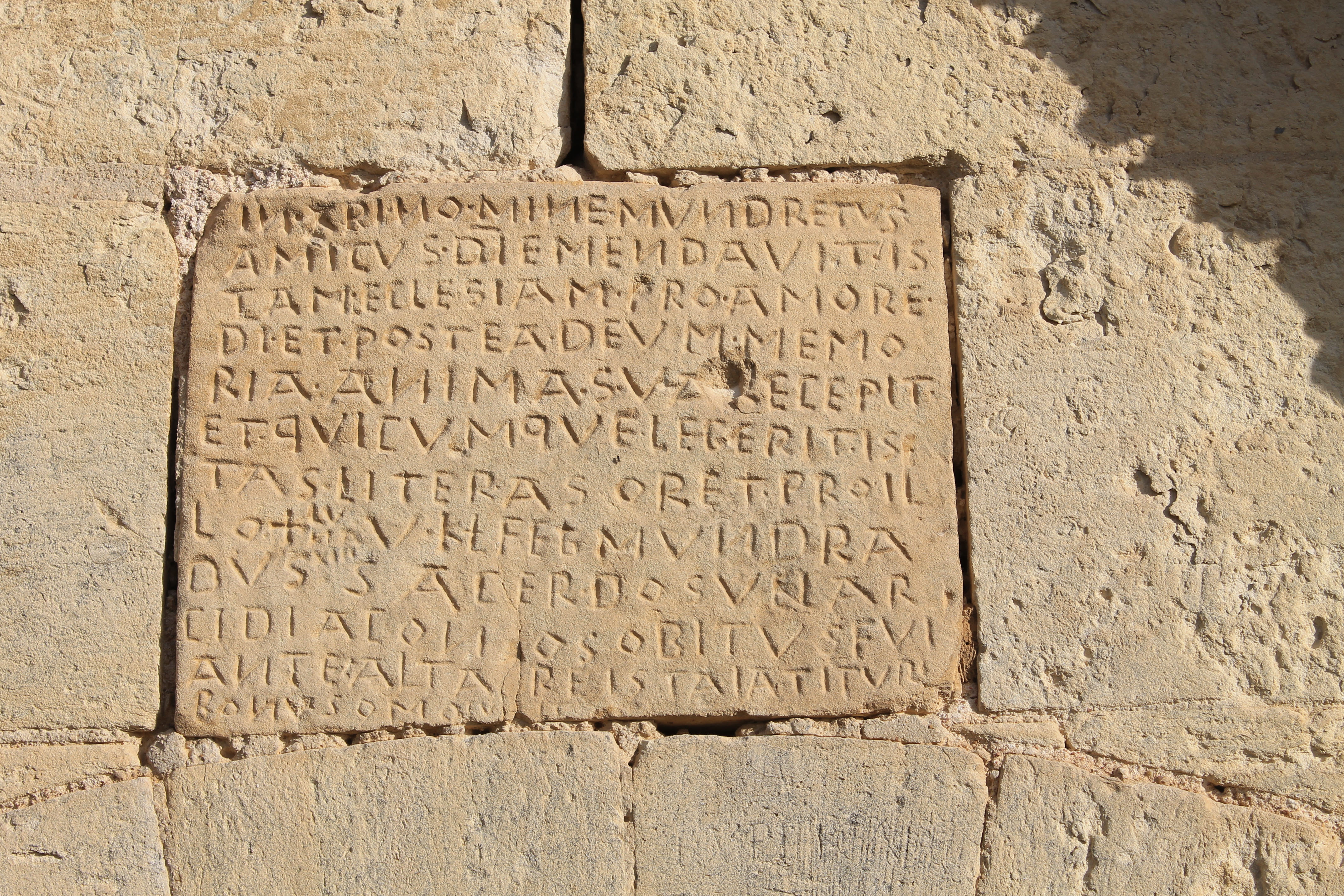
La « pierre à Mundret »